# Straße von Hormus
Die Straße von Hormus (persisch تنگه هرمز Tange-ye Hormoz, arabisch مضيق هرمز, DMG Maḍīq Hurmuz) ist eine an der schmalsten Stelle zwischen den gegenüberliegenden Festlandsküsten 55 Kilometer (30 Seemeilen) breite Meerenge, die den Persischen Golf im Westen mit dem Golf von Oman, dem Arabischen Meer und dem Indischen Ozean im Osten verbindet. Zwischen den Inseln Larak (Iran) und Great Quoin, Salāma (Oman) beträgt die engste Stelle nur ca. 38 Kilometer (20 Seemeilen).

## Geographie
Sie liegt zwischen einer Einbuchtung der Küste Irans und der – als Exklave zum Oman gehörenden – aus Arabien vorspringenden Halbinsel Musandam gegenüber. Seit der Antike ist die Straße von Hormus eine wichtige Schifffahrtsstraße. Durch sie verläuft der gesamte Schiffsverkehr von und zu den Ölhäfen Kuwaits, Katars, Bahrains, des Irak, der Vereinigten Arabischen Emirate und Irans, dazu der größte Teil des saudi-arabischen Verkehrs. Da eine Sperre der Straße die Lieferungen von bedeutenden Teilen der Erdölgebiete im Nahen Osten (ca. ein Fünftel der globalen Ölversorgung) blockieren würde, ist sie von weltweiter strategischer Bedeutung.

## Geschichte
Bis zum 16. Jahrhundert war die Straße von Hormus der wichtigste Wasserweg auf dem Handelsweg von Europa nach Indien. An ihr lag die bedeutende Hafenstadt Hormus (wahrscheinlich auf dem Festland nördlich der Straße), die wahrscheinlich der Straße von Hormus, der Insel Hormus und dem früheren Königreich Hormus den Namen gab.
Auch mit dem Kaiserreich China bestanden Handelskontakte. Die Straße von Hormus und die westlich gelegenen Gebiete waren ein Ziel der Schatzflotte des chinesischen Admirals Zheng He Anfang des 15. Jahrhunderts. Durch die Reisen Vasco da Gamas wurde das Handelsmonopol der Araber gebrochen, denn der Seeweg um das Kap der Guten Hoffnung wurde bis zur Eröffnung des Sueskanals der Hauptschifffahrtsweg.
Seit Beginn des 19. Jahrhunderts wurde von Großbritannien eine enge Beziehung zu den Scheichtümern an der Golfküste, insbesondere zum Sultan von Oman gepflegt, da dieser den Zugang zur Straße von Hormus kontrolliert, welche eine sehr große Bedeutung für die britischen Handelsrouten nach Indien hatte (vgl. auch Vertragsoman).
Seit 1971 besteht ein Konflikt zwischen Iran und den Vereinigten Arabischen Emiraten um Abu Musa und die Tunb-Inseln, denen im Hinblick auf die Kontrolle der Straße von Hormus besondere strategische Bedeutung zukommt.
Am 3. Juli 1988 wurde über der Straße von Hormus versehentlich der Iran-Air-Flug 655 der iranischen Fluggesellschaft Iran Air vom US-Kriegsschiff Vincennes abgeschossen, wobei alle 290 Menschen an Bord getötet wurden.

## Wirtschaftliche Bedeutung
Die Straße ist das wichtigste Nadelöhr für den Ölexport nach Asien (China, Indien, Japan), Westeuropa und in die USA. Tanker mit 16,5–17 Millionen Barrel Öl (2004; 25 Prozent des Weltölverbrauchs, 2013; 40 Prozent des Weltölverbrauchs) im Wert von 1 Milliarde US-Dollar (bei einem Ölpreis von ca. 60 Dollar / Barrel) durchfahren sie täglich. Dazu existieren als internationale Schiffsrouten zwei jeweils 3 Kilometer breite und 35 Kilometer lange „virtuelle Boxen“ für den ein- und den ausgehenden Verkehr (Verkehrstrennungsgebiet).
Im Zusammenhang mit dem 2006/2007 drohenden US-Angriff auf die Islamische Republik Iran wegen dessen Atomprogramms befürchtete die US-Regierung die Schließung der Straße mittels Marschflugkörpern. Aus diesem Grund waren Anfang 2007 Flugzeugträger und Minenräum-Begleiter in der Nähe der Meerenge positioniert.
Im Rahmen des Streits um das iranische Atomprogramm drohte der Erste Vizepräsident Irans, Mohammad Reza Rahimi, Ende Dezember 2011 für den Fall der Verhängung eines Ölembargos gegen Iran mit der Sperrung der Straße von Hormus.#

## Pipelines, Alternative zum  Schiffstransport?
Es existiert von Abu Dhabi bis ins Emirat Fujairah eine Pipeline, die Habshan–Fujairah-Ölpipeline, die das Umgehen der Straße von Hormus ermöglicht, jedoch hat sie mit 1,5 Millionen Barrel am Tag (24h) bei weitem nicht die Kapazität für die normalerweise verschifften Mengen Rohöl und Ölprodukte.
Saudi-Arabien verfügt seit dem Iran-Irak-Krieg über eine doppelt verrohrte Pipeline quer über die Arabische Halbinsel von den Ölfeldern am Persischen Golf nach Westen über 1200 Kilometer bis zum Hafen Yanbu am Roten Meer. Deren Kapazität beträgt 5 Millionen Barrel am Tag.

## Geplanter Damm bei Hormus
Im März 2014 wurde ein binationaler Plan Irans und des Oman publik, die Straße von Hormuz mit einer Straßenverbindung zwischen Iran und der omanischen Halbinsel Musandam per Dämmen und einer Brücke zu versehen. Dieses Vorhaben führte zu internationalen kontroversen Diskussionen. Ein Konfliktpotential ist die internationale Seefahrt vor allem der Öltanker, ein anderes der Umstand, dass die Halbinsel Musandam eine omanische Exklave, d. h. nicht integraler Teil des Oman ist und die Straßenverbindung von Oman zu Musandam mit anzunehmendem hohem Verkehrsaufkommen durch Gebiete der Vereinigten Arabischen Emirate führt. Weiter bestehen Bedenken zur Meeres-Ökologie im Persischen Golf bei einer weitenteiligen Damm-Errichtung an der Engstelle und folgender Behinderung von Strömungen. Der Fortgang der Planungen ist unklar (Stand Mitte 2021).

## Rechtliche Lage

Abu Musa und die Tunb-Inseln werden von der Islamischen Republik Iran und von den Vereinigten Arabischen Emiraten beansprucht. Sie sind von Iran besetzt.

Schiffe müssen, um die Straße von Hormus zu passieren, die Hoheitsgewässer des Oman und Irans durchfahren. Die Durchfahrt soll nach dem Seerechtsübereinkommen der UNO geregelt werden. Nach diesem Abkommen steht Schiffen das Recht der Transitdurchfahrt zu. Kriegsschiffe werden wie Handelsschiffe behandelt und dürfen die Straße unangemeldet zügig durchfahren. Das Seerechtsabkommen wurde von Iran zwar unterzeichnet, aber nicht ratifiziert und hat damit für die Straße von Hormus noch keine Gültigkeit erlangt. Die weitergehenden Rechte würde Iran, wenn die Islamische Republik dem Abkommen beiträte, nur denjenigen Staaten zugestehen, die dem Seerechtsabkommen ebenfalls beigetreten sind. Die USA sind diesem Abkommen bisher noch nicht beigetreten.
Beide Staaten haben jedoch die Genfer Seerechtskonventionen unterzeichnet, doch nur die USA haben sie auch ratifiziert. Nach diesen Konventionen haben Schiffe das Recht der friedlichen Durchfahrt in der Straße von Hormus. Für Kriegsschiffe gelten hierbei strengere Auflagen. U-Boote dürfen nur aufgetaucht und beflaggt die Straße durchfahren. Alle Kriegsschiffe müssen vor der Durchfahrt die Erlaubnis Irans dafür einholen.
Iran beansprucht weiterhin das Erlaubnisrecht für die Durchfahrt von Militärschiffen.
Die USA lassen ihre Kriegsschiffe weiterhin unangemeldet die Straße von Hormus passieren und berufen sich dabei auf das Völkergewohnheitsrecht, welches im Rahmen des Seerechtsübereinkommens der Vereinten Nationen kodifiziert wurde. Die USA sind dem Seerechtsübereinkommen jedoch nie beigetreten.